# Адама Тамбура
Адама Тамбура (на френски: Adama Tamboura; роден на 18 май 1985 в Бамако) е малийски футболист, който играе като защитник. Състезател на датския ФК Ранерс.